# Bemalambda
Il bemalambda (gen. Bemalambda) è un mammifero estinto, appartenente ai pantodonti. Visse nel Paleocene inferiore - medio (circa 63 - 58 milioni di anni fa) e i suoi resti fossili sono stati ritrovati in Cina.

## Descrizione
Questo animale era di medie dimensioni, e poteva raggiungere la taglia di un grosso cane. Il corpo era robusto, la coda corta e le zampe erano forti e muscolose. Il cranio era corto e basso, con un muso largo, processi zigomatici rigonfi e una scatola cranica molto piccola. Le fosse temporali erano profonde, la cresta sagittale prominente e il processo coronoide sulla mandibola era molto alto; queste caratteristiche indicano una muscolatura temporale (utile alla masticazione) maggiormente sviluppata rispetto a quella dei successivi pantodonti. 
Come tutti i pantodonti, Bemalambda era dotato di premolari superiori con ectolofi a forma di V; i molari superiori, tuttavia, avevano una struttura trasversale, quasi zalambdodonte, con paracono e metacono strettamente appaiati, e non possedevano la struttura dilambdodonte a W come i tipici pantodonti. La piattaforma stilare dei denti dal terzo premolare al terzo molare era molto ampia, e l'ectoflexus (un'ulteriore dentellatura esterna dei molari) era profondamente incisa.

## Classificazione
Il genere Bemalambda venne istituito nel 1973 sulla base di alcuni fossili ritrovati nella zona di Nanxiong nella formazione Lofochai (Guangdong, Cina), risalenti al Paleocene inferiore/medio. Lo studio di Chow e colleghi istituì varie specie: Bemalambda crassa, Bemalambda nanhsiungensis (la specie tipo), Bemalambda pachyoesteus, distinte in base ad alcune caratteristiche dentarie. Successivamente, nello Jiangxi, vennero ritrovati i fossili di una specie leggermente più recente (Paleocene medio), B. dingae.

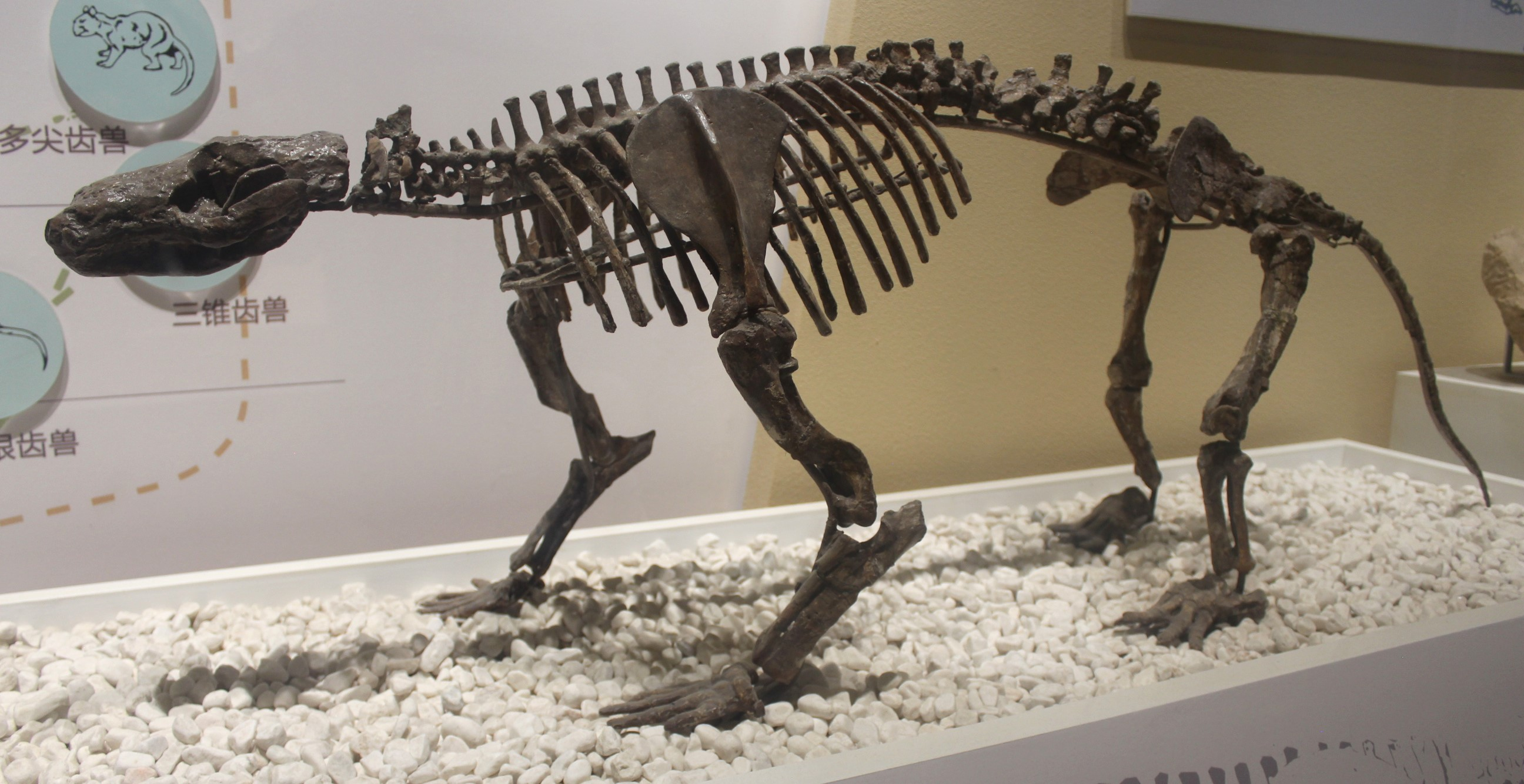
Scheletro di Bemalambda nanhsiungensis

Bemalambda è un rappresentante piuttosto atipico dei pantodonti, un gruppo di mammiferi arcaici dalla caratteristica dentatura dilambdodonte. In particolare, Bemalambda e altre forme affini come Hypsilolambda sembrerebbero far parte di una radiazione di pantodonti primitivi e di dimensioni relativamente modeste, sviluppatesi nel Paleocene asiatico, i Bemalambdidae. Probabilmente vicini a questo gruppo erano altri animali di dimensioni ridotte, come Harpyodus e Alcidedorbignya.

## Paleoecologia
I rappresentanti del genere Bemalambda erano animali dalla corporatura forte e robusta, dalla dieta erbivora o forse onnivora. Le zampe robuste, in particolare l'omero, indicano una propensione all'attività di scavo.